# Río Mahomita
El Río Mahomita (también conocido como Río Colorado) es un arroyo de montaña ubicado en el municipio de Los Cacaos, provincia de San Cristóbal, República Dominicana.
Este río forma parte del sistema hidrográfico que alimenta la cuenca alta del río Nizao y es una de las fuentes de agua dulce más relevantes para las comunidades rurales aledañas. Nace en las montañas de la Cordillera Central, a más de 391 metros sobre el nivel del mar, y fluye a través de un relieve escarpado y boscoso caracterizado por pendientes, cañadas y formaciones rocosas.
El Mahomita es conocido por sus aguas cristalinas, su biodiversidad y su valor ecológico, así como por su creciente importancia en actividades de ecoturismo, especialmente en su segmento conocido como El Valle de Dios. Su cauce atraviesa comunidades rurales como Santana Abajo, Arroyo Grande y Las Palmas, antes de integrarse a otros afluentes menores. 

## Geografía
El río Mahomita se encuentra ubicado en el noroeste de la provincia San Cristóbal, dentro del municipio de Los Cacaos. Su curso comienza en zonas montañosas a unos 1,144 metros de altitud, y desciende hasta niveles de unos 322 metros, con una altitud media de 542 metros sobre el nivel del mar. Su trayecto recorre áreas de bosques húmedos y tierras de cultivo de café, en una región con alto valor ecológico y una considerable pluviosidad anual.
La zona por la que fluye el Mahomita es de difícil acceso por carretera, lo cual ha contribuido a la preservación de sus condiciones naturales. El tramo más visitado y documentado, entre las comunidades de Santana Abajo y El Valle de Dios, tiene una extensión aproximada de 6,7 kilómetros, aunque la longitud total del río no ha sido oficialmente determinada.

## Hidrología
El río Mahomita es un afluente estacional de caudal medio, que incrementa su volumen considerablemente durante la temporada de lluvias. A lo largo de su cauce se forman pozas naturales, cascadas y rápidos, especialmente en su parte alta, donde la acción del agua sobre las formaciones rocosas ha creado charcas profundas utilizadas como balnearios naturales. El color rojizo que a veces presenta el agua en ciertas zonas se debe a la presencia de sedimentos ferrosos en el lecho del río, razón por la cual algunos habitantes locales también lo llaman río Colorado.
Durante fenómenos meteorológicos extremos, el Mahomita puede experimentar crecidas súbitas, como ocurrió en noviembre de 2023, cuando lluvias torrenciales provocaron desbordamientos que incomunicaron a varias comunidades cercanas.